# 1650.
1650. je šesto desetletje v 17. stoletju med letoma 1650 in 1659. 